# Murtaja (isbrytare, 1890)

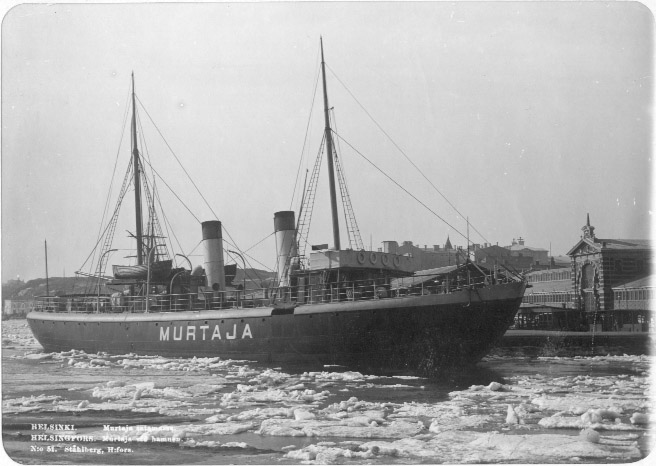
Murtaja vid kaj i Helsingfors

Murtaja ("Isbrytare" på svenska) var den första egentliga isbrytaren i Finland och den första isbrytaren som byggdes i Sverige. Hon byggdes Bergsunds Mekaniska Verkstad i Stockholm 1890. I början av sin karriär var Murtaja Europas största och starkaste isbrytare; man hade innan isbrytaren beställdes tvivlat på att det överhuvudtaget var möjligt att upprätthålla åretrunttrafik så här långt i norr. Murtaja tjänstgjorde 1890–1959.
Under finska inbördeskriget användes Murtaja för att transportera Åbos röda garde till Åland. Fartyget deltog i det andra världskriget för den finländska marinen.